# Carl von Monroy
Carl Wilhelm Friedrich von Monroy, eigentlich Karl von Monroy, auch Karl jun. von Monroy, (* 1. Februar 1846 in Güstrow; † 24. Dezember 1924 in Schwerin) war ein deutscher Forstmann und Oberlandforstmeister von Mecklenburg-Schwerin.

## Leben
Karl von Monroy entstammte dem hugenottischen Adelsgeschlecht von Monroy. Die Familie war über Celle nach Mecklenburg gekommen und fungierte hier über Generationen als Juristen und Forstleute im Dienst des Großherzogtums Mecklenburg-Schwerin. Sein Vater Karl von Monroy war Richter und der letzte Präsident des großherzoglichen Obergerichts in Güstrow. Seine Mutter war Julie Piper aus Güstrow. Auch sein Bruder Ernst (Ernst Theodor) von Monroy wurde Richter und heiratete Elisabeth von Levetzow.
Nach dem Abschluss der Domschule Güstrow trat Karl von Monroy in das Großherzoglich Mecklenburgische Grenadier-Regiment Nr. 89 ein. Als Leutnant nahm er am Feldzug gegen Frankreich 1870/71 teil, wo er mit dem Eisernen Kreuz II. Klasse ausgezeichnet wurde. 1875 legte er das Forstauditorexamen ab und war von 1877 bis 1879 Förster in Ludwigslust. 1880 wurde er bei gleichzeitiger Beförderung zum Forstmeister Forstinspektionsbeamter in Jasnitz, heute Ortsteil von Picher. 1888 erfolgte die Ernennung zum Forstrat und Mitglied des großherzoglichen Forstkollegiums in Schwerin. 1896 wurde ihm als Oberlandforstmeister die Gesamtverantwortung für die großherzoglichen Forsten (des Domaniums) übertragen, und 1898 wurde er zum Chef des Hofjägeramtes ernannt. Auf der XXVIII. Versammlung Deutscher Forstmänner im April 1899 in Schwerin wurde er zum 2. Vorsitzenden des neugegründeten Deutschen Forstvereins gewählt.
Seit 1899 war er Mitglied des Vereins für mecklenburgische Geschichte und Altertumskunde und des Heimatbundes Mecklenburg.

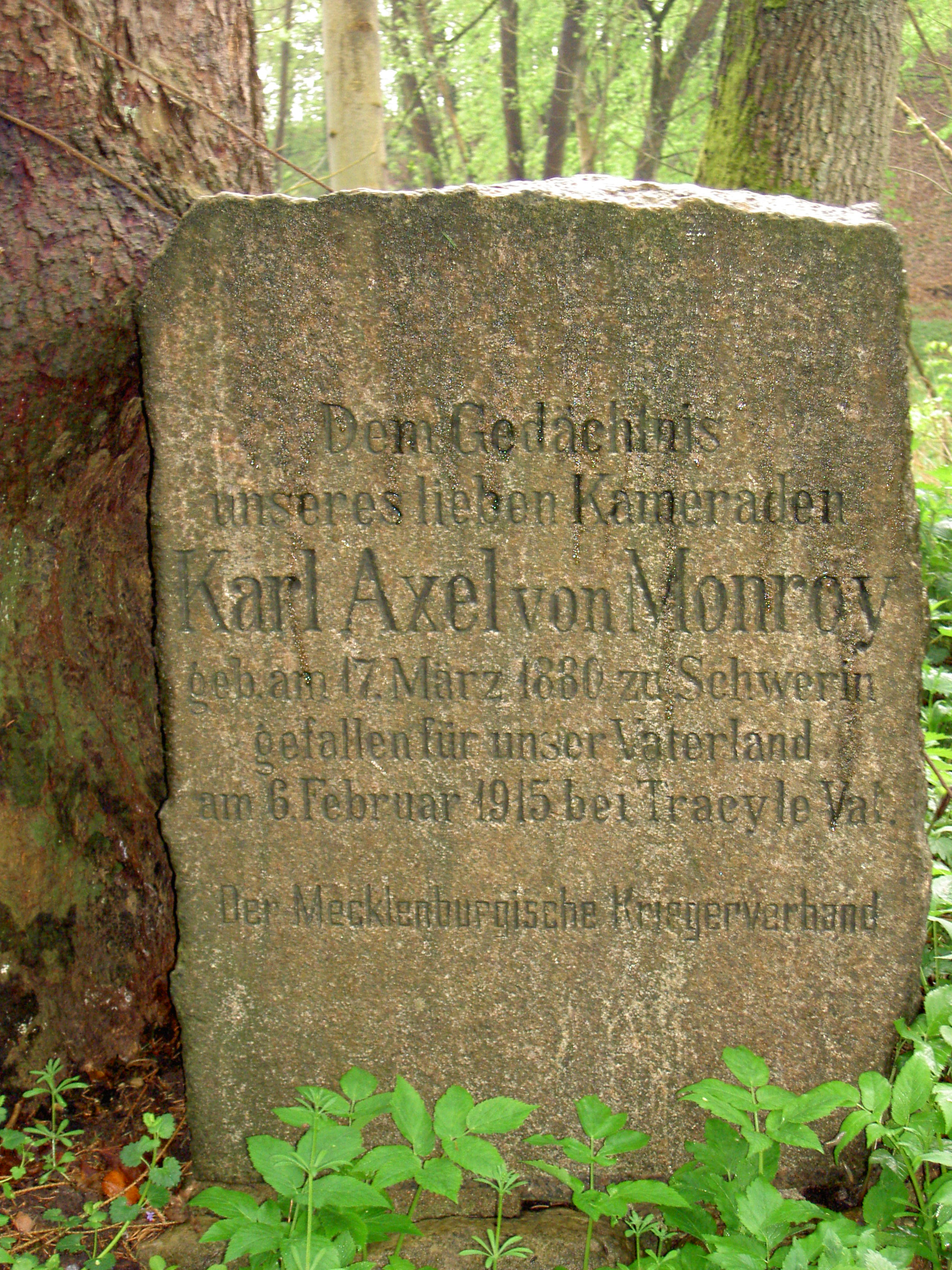
Gedenkstein für Carl von Monroys Sohn Karl Axel von Monroy beim Jagdschloss Friedrichsthal (Schwerin)

Seine Ehefrau wurde Dorothee von Levetzow (* 1862 in Lübz), Tochter der Frieda von Passow und der Alexander von Levetzow, Drost und Amtshauptmann zu Doberan. Von seinen Söhnen fielen zwei im Ersten Weltkrieg: Ernst Ludwig von Monroy, Studierender der Forstwissenschaft in München und Oberjäger im Mecklenburgischen Jäger-Bataillon Nr. 14, schon am 26. September 1914 und der Jurist Karl Axel von Monroy am 6. Februar 1915. Ein weiterer Sohn Johann Albrecht von Monroy wurde ebenfalls Forstwirt. Die Tochter hieß Karola von Monroy und wurde 1890 in Schwerin geboren.

## Auszeichnungen
- Hausorden der Wendischen Krone: Großkreuz mit der Krone in Gold (9. April 1907)[3][4]
- Militärverdienstkreuz (Mecklenburg)
- Eisernes Kreuz (1870) II. Klasse
- Roter Adlerorden 3. Klasse
- Königlicher Kronen-Orden (Preußen) 2. Klasse mit Stern
- Rechtsritter des Johanniterordens
- Oldenburgischer Haus- und Verdienstorden des Herzogs Peter Friedrich Ludwig: Großkomtur
- Orden von Oranien-Nassau: Großkreuz
- Deutsche Kriegsdenkmünze für 1870/71
- Landwehrdienstauszeichnung 2. Klasse

## Werke
- Dem Gedächtnis der im Weltkriege gefallenen Mitglieder der von Monroy’schen Familie. Karl Axel von Monroy † 6. Febr. 1915. Ernst Ludwig von Monroy † 26. Sept. 1914. Schwerin 1916.